# شاکه توخمانیان
شاکه باروناکی توخمانیان-نشانیان (ارمنی: Շաքե Պարունակի Թուխմանյան-Նշանյան؛  ۵ دسامبر ۱۹۵۱) یک بازیگر اهل ارمنستان است. وی از سال ۱۹۶۹ میلادی تاکنون مشغول فعالیت بوده‌است.

## زندگی‌نامه
وی در ۵ دسامبر ۱۹۵۱ در ایروان به دنیا آمد و از فرهنگستان دولتی تئاتر سوندوکیان فارغ‌التحصیل شد. ژان پی‌یر نشانیان و آرمان نشانیان همسر و فرزند وی می‌باشند. در سال ۱۹۸۳ وی و همسرش «تئاتر وارطان آجمیان» را بنیانگذاری نمودند. وی همچنین برندهٔ جوایزی همچون هنرمند افتخاری جمهوری ارمنستان (۲۰۱۵) و جوایز آرتاوازد شده است. وی از سال ۱۹۸۰ ساکن ایالات متحده آمریکا می‎‌باشد.  

## گزیده فیلمشناسی
از فیلم‌ها یا برنامه‌های تلویزیونی که وی در آن نقش داشته است می‌توان به مثلث (۱۹۶۷)، طلوع خورشید بر فراز دریاچه وان ()، مکانیک خوشبختی () ، [[]] اشاره کرد.

## یادداشت
1. ↑  Վարդան Աճեմյանի անվան թատրոն
2. ↑  ՀԹԳՄ «Արտավազդ» մրցանակ